# Adoretus ochraceus
Adoretus ochraceus är en skalbaggsart som beskrevs av Eugène Benderitter 1930. 
Adoretus ochraceus ingår i släktet Adoretus och familjen Rutelidae. Inga underarter finns listade i Catalogue of Life.